# 1941 au Nouveau-Brunswick
Chronologie du Nouveau-Brunswick
- 1937
- 1938
- 1939
- 1940
- 1941
- 1942
- 1943
- 1944
- 1945

Cette page concerne des événements survenus en 1941 dans la province canadienne du Nouveau-Brunswick.

## Naissances
- 12 mai : Jules Boudreau, dramaturge.
- 21 juin : Lyman Ward, acteur.
- 22 juillet : Ron Turcotte, jockey.

## Décès
- 7 septembre : William Francis Ganong,  botaniste, cartographe et historien.
- 23 octobre : Arthur Melanson, prêtre.